# Guatemalai lármáskuvik
A guatemalai lármáskuvik (Megascops guatemalae) a madarak (Aves) osztályának bagolyalakúak (Strigiformes) rendjéhez, ezen belül a bagolyfélék (Strigidae) családjához tartozó faj.

## Rendszerezése
A fajt Richard Bowdler Sharpe angol zoológus és ornitológus írta le 1875-ben, az Scops nembe Scops guatemalae néven. Sokáig sorolták az Otus nembe Otus guatemalae néven is.

## Alfajai
- Megascops guatemalae hastatus (Ridgway, 1887) - Mexikó északnyugati és középső részén Sonora, Chihuahua, Sinaloa és Oaxaca
- Megascops guatemalae cassini (Ridgway, 1878) - Mexikó északkeleti részén Tamaulipas és Veracruz északi része
- Megascops guatemalae fuscus (R. T. Moore & J. L. Peters, 1939) - Mexikó keleti részén Veracruz középső része
- Megascops guatemalae guatemalae (Sharpe, 1875) - Veracruz déli része, Oaxaca északkeleti része, Tabasco, Campeche, Yucatán, Quintana Roo, a Cozumel-sziget, valamint Guatemala, Belize és Honduras
- Megascops guatemalae dacrysistactus (R. T. Moore & J. L. Peters, 1939) - Nicaragua északi része  [2]

## Előfordulása
Mexikó, Belize, Guatemala, Honduras és Nicaragua területén honos. Természetes élőhelyei a szubtrópusi és trópusi száraz erdők, síkvidéki és hegyi esőerdők. Állandó, nem vonuló faj.

## Megjelenése
Testhossza 23 centiméter, testtömege 100-150 gramm.

## Természetvédelmi helyzete
Az elterjedési területe még nagyon nagy, de folyamatos pusztul és széttöredezett, egyedszáma is csökken, de még nem éri el a kritikus szintet. A Természetvédelmi Világszövetség Vörös listáján nem fenyegetett fajként szerepel.